# Super Force (série télévisée)
Pour l’article homonyme, voir Super Force.
Super Force est une série télévisée américaine en 48 épisodes de 25 minutes diffusée du 5 octobre 1990 au 26 mai 1992 en syndication.
En France, cette série a été diffusée dans les années 1990 sur TF1 dans les programmes du soir après minuit. Tous les épisodes ont été doublés mais le nombre d'entre eux diffusés sur la chaîne sont inconnus à ce jour ainsi que les titres en français, il n'est pas impossible que certains n'aient jamais été diffusés sur le territoire. Elle reste inédite dans les autres pays francophones.

## Synopsis
En 2020, l'astronaute Zach Stone de retour sur Terre devient policier à la suite de l'assassinat de son frère dans la ville de Metroplex. Il devient aussi le porteur d'une armure révolutionnaire équipée de gadgets et affronte toutes sortes de dangers avec l'aide de FX Spinner, un jeune scientifique excentrique et d'E. B. Hungerford, milliardaire assassiné dont l'esprit devient une intelligence artificielle à l'intérieur d'un ordinateur...

## Fiche technique
- Créateur : James J. McNamara
- Développeurs : Larry Brody et Janis Hendler
- Producteur : Michael Attanasio
- Producteurs superviseurs : Bruce A. Taylor, Jeffrey Mandel, Larry Brody, Janis Hendler et Rick Bassman
- Producteurs exécutifs : James J. McNamara et Roderick Taylor
- Coproducteurs : Douglas Green et M. G. McCormack
- Producteurs associés : Joe Foglia et Kathleen M. Shea
- Musique : Kevin Kiner
- Photographie : Tom Jewett et Michael McGowan
- Montage : Gaston Santiso, Gary Blair et John Elias
- Distribution : Melvin Johnson, Patricia Thomas et Brad Davis
- Effets spéciaux de maquillage : Lee Grimes, Mark Wittenberg, Erin Koplow et Julie Hill-Parker
- Effets visuels : Terry Briegel, Roch Herrick, Les De Phillips, David Fuhrer, Curtis A. Sponsler et Kathy Stark
- Création des costumes : Lynette Bernay
- Création des décors : Frederic C. Weiler et Peter Politanoff
- Compagnies de production : Premiere - Viacom Enterprises
- Compagnie de distribution : Viacom
- Langage : Anglais Mono
- Durée : 25 minutes
- Image : Couleurs
- Ratio : 1.33:1 plein écran
- Format : 35 mm

 Sauf indication contraire, les informations mentionnées dans cette section peuvent être confirmées par la base de données cinématographiques IMDb,  présente dans la section « Liens externes ».

## Distribution
- Ken Olandt : Détective Zachary Stone / Super Force
- Larry B. Scott : F.X. Spinner
- Patrick Macnee : E.B. Hungerford
- Lisa Niemi : Capitaine Carla Frost (saison 1)
- Musetta Vander : Zander Tyler (saison 2)

## Épisodes

### Première saison (1990-1991)
1. A Hero's Welcome: Part 1 (*) (avec Gordon Liddy)
2. A Hero's Welcome: Part 2 (*) (avec Gordon Liddy)
3. Too Late the Hero: Part 1 (*) (avec Gordon Liddy)
4. Too Late the Hero: Part 2 (*) (avec Gordon Liddy)
5. Battle Cry (avec Richard Hatch)
6. As God Is My Witness (avec Michael Des Barres)
7. U-Gene: Part 1 (avec Lou Ferrigno)
8. U-Gene: Part 2 (avec Lou Ferrigno)
9. Prisoners of Love
10. The Crime Doctor (avec Sarah Douglas)
11. The Gauntlet (avec Sydney Penny)
12. Come Home to Die
13. Gravity's Rainbow: Part 1
14. Gravity's Rainbow: Part 2
15. Water Mania
16. Sins of the Father: Part 1 (avec Richard Lynch)
17. Sins of the Father: Part 2 (avec Richard Lynch)
18. Of Human Bondage (avec Traci Lords)
19. A Hundred Share
20. Come Under the Way: Part 1 (avec Xander Berkeley et Justina Vail)
21. Come Under the Way: Part 2 (avec Xander Berkeley et Justina Vail)
22. Tales of Future Past (avec Sting)
23. Yo! Super Force (avec Dr. Dre)
24. Breakfast of Champions
25. Carcinoma Angels (avec Don Stroud)
26. There's a Light (avec Sting)

(*) Les épisodes sont en fait les quatre parties du téléfilm pilote intitulé Super Force.

### Deuxième saison (1991-1992)
1. At the End of the Tunnel: Part 1
2. At the End of the Tunnel: Part 2
3. Love Slaves from Outer Space
4. Light Around the Body
5. Instant Karma
6. Hank's Back: Part 1
7. Hank's Back: Part 2
8. Ghost in the Machine
9. Made for Each Other: Part 1
10. Made for Each Other: Part 2
11. Illegal Aliens
12. The Viral Staircase: Part 1
13. The Viral Staircase: Part 2
14. The Big Spin
15. The Luddite Crusade (avec Richard Lynch)
16. King of the Trees
17. A Rainbow at Midnight
18. Monkey's Breath
19. The End of Everything: Part 1
20. The End of Everything: Part 2
21. Long Journey Home
22. A Hundred Years a Second

Aucun épisode de cette saison n'a été diffusé en France. Ils restent par conséquent tous inédits.

## Commentaires
- La série a été tournée en extérieurs et en studios au Universal Studios Florida.
- L'épisode pilote d'une durée de 92 minutes a été coupé en quatre parties pour augmenter le nombre des épisodes à la vente en Syndication.
- Fait assez rare, le héros meurt à la fin de la première saison. Les scénaristes ont du réécrire une nouvelle saison commandée au dernier moment par les chaînes locales.
- L'actrice Lisa Niemi a quitté la production lors de la première saison. Son personnage est remplacé par d'autres à l'occasion des épisodes restants.
- Le producteur, consultant et spécialiste des effets spéciaux Robert Short s'est inspiré des armures des samourais pour créer le costume de Super Force.
- Patrick Macnee n'est visible en tant qu'acteur que lors des deux premiers épisodes de la série. Il est présent tout au long de la série sous forme d'image déformée sur l'ordinateur de Spinner.

## DVD
- États-Unis :

La série est sortie dans son intégralité chez VEI dans un coffret 6 DVD. Les épisodes 1 à 4 de la première saison sont en fait les quatre parties d'un téléfilm qui est présent dans l'édition en tant que tel. L'ensemble comprend donc 44 épisodes + le téléfilm.